# Nebrídio (prefeito urbano)
Nebrídio (em latim: Nebridius) foi oficial romano do século IV, ativo durante o reinado conjunto dos imperadores Graciano (r. 367–383), Valentiniano II (r. 375–392), Teodósio (r. 378–395) e Arcádio (r. 383–408). 

## Vida
Segundo algumas leis do Código de Teodósio, foi conde da fortuna privada entre 382-384 e prefeito urbano de Constantinopla em 386. Quando prefeito casou-se com Olímpia, filha de Seleuco, mas faleceu alguns dias depois. Possivelmente pode ter sido pai de Nebrídio, sobrinho da imperatriz Élia Flacila (r. 378–395).